# فلیکس تشیسکدی
فلیکس تشیسکدی (انگلیسی: Félix Tshisekedi؛ زادهٔ ۱۳ ژوئن ۱۹۶۳) سیاست‌مدار و رئیس‌جمهور جمهوری دموکراتیک کنگو است.